# 琉球警察

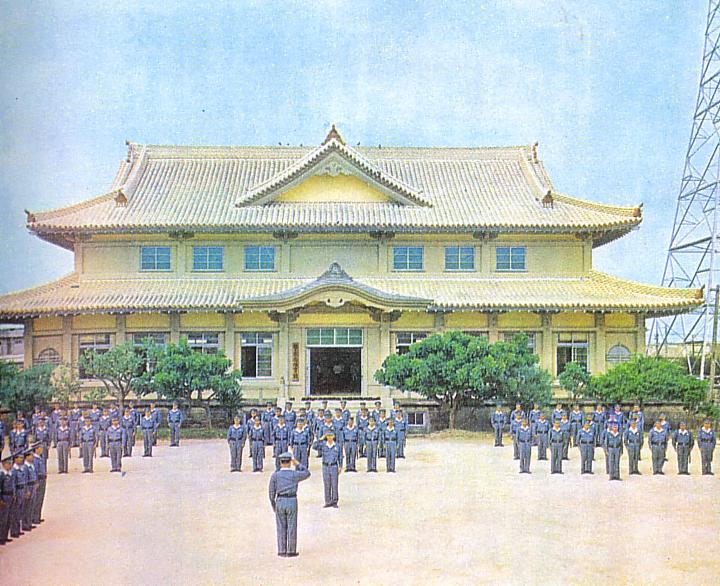
琉球警察の査閲

琉球警察（りゅうきゅうけいさつ）は、アメリカ施政権下の沖縄において、琉球政府が設置した警察組織である。本土復帰の前年にあたる1971年時点で、12警察署、警察職員は1956人（警察官1860人・その他職員96人）の規模であった。「琉警」ではなく「警本」と略称されることが多かった。
戦前の沖縄県警察部が沖縄戦により消滅したため、警察組織としてはゼロから構築された点が本土の各都道府県警察と大きく異なる。1972年の本土復帰に伴い、沖縄県警察へ改組した。

## 概要
沖縄戦において沖縄県警察部が消滅したため、戦後の沖縄では米軍による指導の下で警察機構が新たに設立されることとなった。1952年の琉球政府の発足に伴い、沖縄全域を管轄するために琉球警察が設置されたが、琉球列島米国民政府の圧力により、当初予定されていた公安委員会制度は採用されず、警察行政官庁として「警察局」が設けられた。1969年になってようやく公安委員会が設置された。1972年の沖縄返還に伴い、沖縄県警察に改組された。
琉球警察は、本土の旧警察法で定められていた国家地方警察に相当するものとして位置づけられていたため、発足当初は「地区警察署」や「警察隊長」という表現が用いられていた。また、アメリカの警察制度も取り入れており、本土の警察にはない消防業務も兼ねた（戦前の日本警察は消防を兼務していた）。
経費は琉球政府が主に負担したが、琉球列島米国民政府もおおむね4分の1の割合で経費を補助していた。

## 沿革
- 1945年6月9日　沖縄戦により、沖縄県警察部が解散。
- 1945年8月29日　沖縄諮詢会に保安部設置。
- 1945年11月22日　具志川村田場（現在のうるま市田場）に警察学校設置。
- 1946年2月1日　沖縄民警察部設置。
- 1950年11月1日　沖縄群島警察本部設置。（他の「群島」にも警察本部設置。）
- 1952年4月1日　琉球政府に行政官庁として警察局を設置し、執行機関として琉球警察本部を置く。（民政府布令第67号「警察局の設置」に基づく）
- 1953年12月25日　奄美群島が日本に復帰。奄美出身の警察職員は国警鹿児島県本部へ転籍するか、他の国家地方警察へ転出した。
- 1957年6月20日　警察本部の長を警察隊長から警察本部長に改称。
- 1961年8月1日　出入国管理部を法務局に移管。（高等弁務官布令第39号「警察局設置法」に基づく）
- 1969年10月1日　警察法（1969年立法93号）により、公安委員会が設けられ、警察局が廃止。
- 1970年10月1日　消防業務を通商産業局に移管。
- 1971年9月25日　海上保安業務を通商産業局に移管。
- 1972年5月15日　沖縄返還に伴い解散。「沖縄県警察」が改組・発足した。

## 組織
1952年4月1日時点
- 警察局
  - 警察本部
    - 警務課
    - 教養訓練課 - 警察学校
    - 刑事課
    - 消防課
    - 交通課
    - 海上保安課
    - 出入国管理課

1972年5月14日時点
- 公安委員会
  - 警察本部
    - 警務部

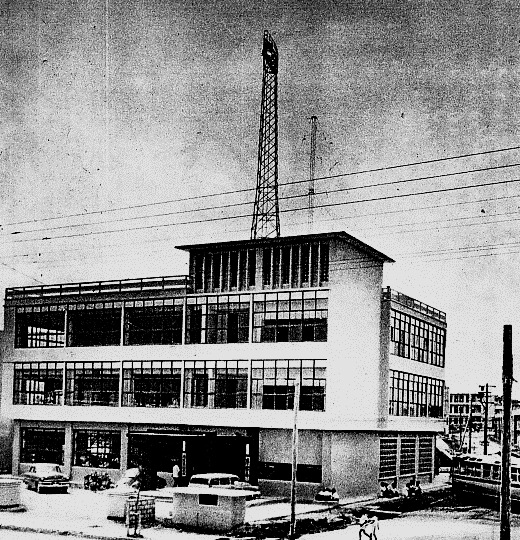
琉球警察庁舎

      - 警務課、会計課、教養課、通信課、監察官室

    - 刑事部
      - 捜査第一課、捜査第二課、防犯少年課、保安課、鑑識課、科学検査室

    - 警備部
      - 警備課、外勤課、機動隊

    - 交通部
      - 交通指導課、運転免許課

    - 警察学校

## 警察署
1972年時点
那覇警察署
1947年10月に発足した。1949年1月に旧那覇警察署に移転し、大幅改築を行った。
普天間警察署
1946年11月に「首里警察署」として発足した。1957年11月に宜野湾村（現・宜野湾市）普天間に移転し改称した。
糸満警察署
1945年12月に発足した。1946年7月に旧糸満警察署に移転した。
与那原警察署
1946年2月に「玉城警察署」として発足した。同年の3月に「知念警察署」に改称した。1950年6月に与那原町に移転し改称した。
コザ警察署
1946年2月に「胡差警察署」として発足した。1965年4月に「コザ警察署」と改称した。
嘉手納警察署
1955年12月、嘉手納村（現・嘉手納町）に設置された。
具志川警察署
1946年2月に「前原警察署」として発足したが、1965年4月に一旦廃止された。1968年8月に「具志川警察署」として再発足した。
石川警察署
1946年2月に「宜野座警察署」の分署として発足したが、同年3月に警察署に昇格した。1951年1月に宜野座警察署が廃止され、同署管轄地区も受け持つことになった。
名護警察署
1946年2月に「田井等警察署」として発足した。1947年5月に名護町（現・名護市）に移転し改称した。
渡久地警察署
1946年11月に「本部警察署」として発足した。1957年に改称した。
宮古警察署
戦前の宮古警察署庁舎をそのまま使用した。
八重山警察署
戦前の八重山警察署庁舎をそのまま使用した。

## 歴代警察幹部
歴代警察局長
- 初代　仲村兼信（1952年4月1日～1956年7月30日）
- 2代　西平宗清（1956年7月31日～1961年4月30日）
- 3代　與儀幸雄（1961年5月1日～1963年4月26日）
- 4代　幸地長惠（1963年4月27日～1968年8月21日）
- 5代　新垣淑重（1968年8月22日～1969年9月30日）

歴代公安委員
- 1期　宮里榮輝、兼本長英、比嘉利盛（1969年10月1日～1969年10月29日）
- 2期　石原昌直、大里喜誠、奥島憲雄（1969年11月7日～1972年5月14日）

歴代警察本部長（隊長）
- 初代　西平宗清（1952年4月1日～1956年7月30日）
- 2代　大嶺永三（1956年7月31日～1960年4月1日）
- 3代　與儀幸雄（1960年4月2日～1961年4月30日）
- 4代　幸地長惠（1961年5月1日～1963年4月26日）
- 5代　新垣淑重（1963年4月27日～1968年8月21日）
- 6代　新垣德助（1968年8月22日～1971年12月5日）
- 7代　安座間喜德（1971年12月6日～1972年5月14日）

## 服制
群島政府時代までは、独自の制服を定めていた。（下のギャラリーを参照）
琉球政府が発足してからは、「警察官服制」（警察局規則甲第6号）により定められた。基本的に当時の日本の警察官と同じ制服であるが、アメリカ合衆国の警察に倣い一連番号が付いた「警察官章」を左ポケットの上に付けていたところが異なる点である。また、琉球警察の警察官は、通常は拳銃を所持せず、緊急時や所属長の許可を得た場合のみ拳銃又はカービン銃などで武装した。

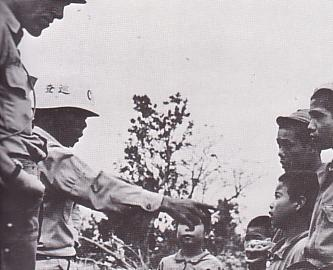
終戦後まもない民警察官。前面に「CP」、側面に「巡査」と書かれたヘルメットを被っている。
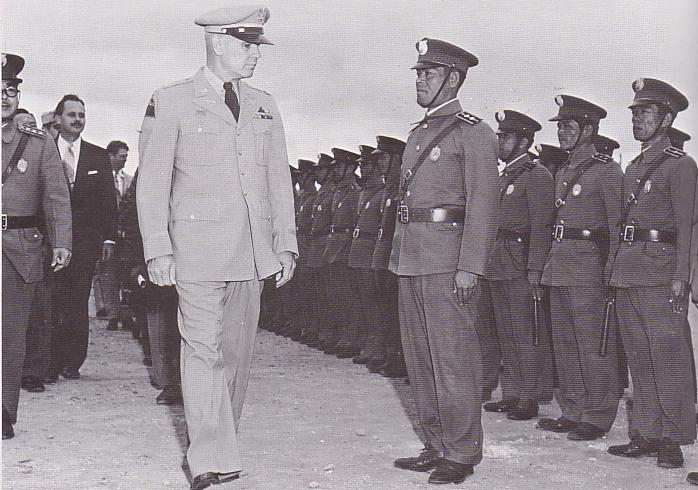
群島政府時代の警察官。府県警察部の制服の影響が色濃い。
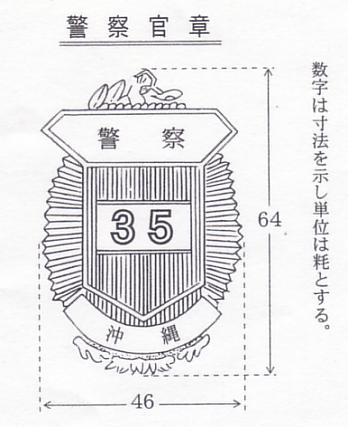
群島政府以降の琉球警察の警察官が着けていた「警察官章」
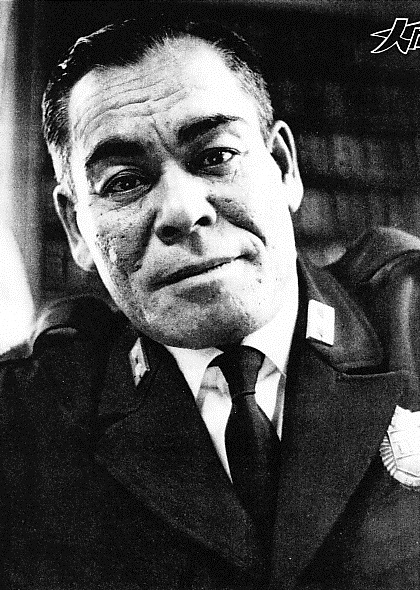
警察官章を付けた警察官（第5代警察本部長新垣淑重）。
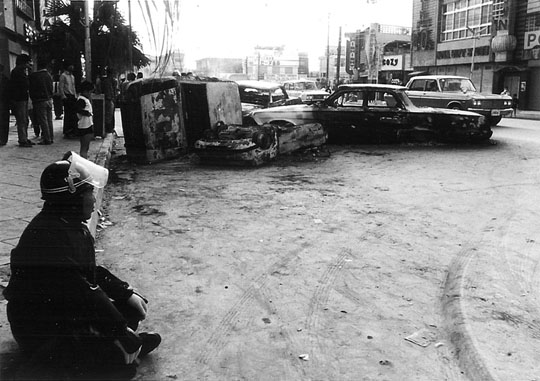
コザ暴動後に駆け付けた琉球警察機動隊員

## 車両
パトカーなどの警察車両は米軍から払い下げられた車両が使用された。設置初期の頃は左ハンドルのジープで、後に左ハンドルの乗用車になった。しかしアメリカ車であるため、大きめな車体サイズは道の狭い沖縄県では不向きであり、修理に要する部品もアメリカから取り寄せなければならず大変であったため、1972年（昭和47年）5月15日の沖縄返還による沖縄県警察の発足後、随時日本車に取って代わられた。配色は黒塗装で、文字表記は上に「POLICE」下に「警察局」となっていた。

## 船舶
1971年9月に琉球海上保安庁が発足するまでは、海上における警備救難業務も琉球警察が所管しており、日本の海上保安庁の巡視船に相当する船舶を「救難艇」の呼称で保有していた。1960年代頃から尖閣諸島周辺での漁業権を巡って台湾漁船の同諸島への接近・上陸等が生ずるようになり、同諸島近海の警備の必要性が増大していたことから、日本政府の援助により救難艇が建造された経緯がある。救難艇の配備以降、海上での領域警備も積極的に実施されるようになった。琉球海上保安庁の発足に際しては、救難艇のうち一隻が同庁に移管されている。なお、琉球海上保安庁は救難業務及び航路標識業務を所管することとされたものの、警備業務については日本復帰まで琉球警察の所管であった。
おきなわ
1970年10月竣工。日本のやはぎ型巡視船（改350トン型）と同型。琉球海上保安庁の発足に伴い、同庁に移管。
ちとせ
1963年12月竣工。日本のひだか型巡視船（130トン型）と同型。日本復帰まで琉球警察に所属。日本復帰後に海上保安庁に編入され、「のばる」と改名。
港内及び沿岸部で使用する小型の警備艇については、1950-51年に、主として密貿易取締り強化のために当時の米国軍政府により計7隻の警備艇が供与され、糸満、与那原、那覇、石川、名護、本部、辺土名の各警察署に一隻ずつ配置されていた。1965年には、日本から海上保安庁の15m型巡視艇に準じた設計の50ft型警備艇を購入した。

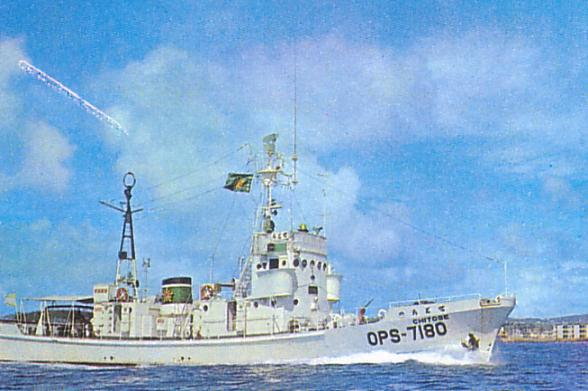
救難艇ちとせ
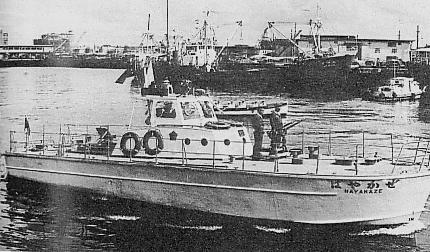
警備艇はやかぜ
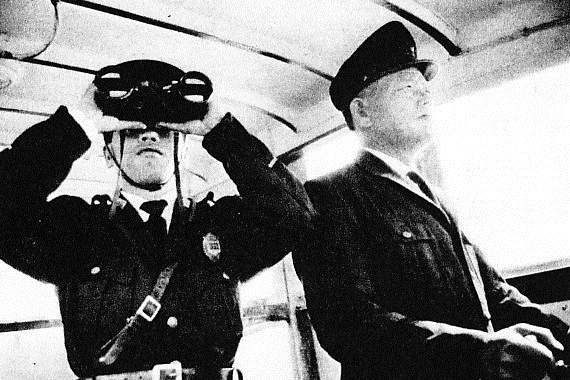
水上警察官。通常の警察官と同じ警察官章をつけている。

## 琉球警察軍
琉球警察軍（以下、警察軍）は朝鮮戦争が始まった1950年、朝鮮に出撃した在沖縄米軍の穴埋めと治安維持を図るために米軍によって設置が検討された準軍事組織の名称。
1950年11月、米統合参謀本部（JCS）がマッカーサー指揮下の極東軍（FEC）に対し、警察軍と沿岸警備隊を設置するための詳細な計画を作成するように指示、FEC計画課は12月15日から16日にかけ検討を進め、24日に一定の結論を出した。
1999年、アメリカ国立公文書館で発見されたアメリカ極東軍司令部作成の計画によると、警察軍は警察業務と関税業務の他、移民業務、警察軍、沿岸警備隊を統合した組織とされた。そして任務としてアメリカ軍の食糧生活物資や軍施設警備を軍に代わって行うとされていた。また隊員については日本語に訳した米国訓練マニュアルに基づいて訓練を1年余り実施、下士官は沖縄人の中から選抜すること、いずれは指揮官も育成して採用すること、指揮権については琉球軍司令官が有し沖縄人による中央政府が発足した時点で管理権を委譲することも盛り込まれていた。しかし、創設と維持にかかわる財政問題と統一政府が樹立されていないなどの理由で無期限延期された。
同時期には、沖縄人主体の「琉球警備連隊」という警備組織があった。こちらは在琉米陸軍憲兵司令部の指揮下にあった。

## 犯罪率
復帰前の沖縄県の犯罪率は極めて高く、ことに凶悪犯罪（殺人・強盗・放火・強姦）は東京の3倍以上もあった。
復帰後は、警察庁の協力もあり犯罪は漸次減少傾向にあったが、それでも全国平均より高く、昭和時代は常にワーストテンにランクインされていた。
| 年     | 沖縄県         | 東京都          |
| ------ | -------------- | --------------- |
| 1970年 | 42.41（400件） | 14.03（1601件） |
| 2005年 | 7.63（104件）  | 10.41（1275件） |

| 罪種                                               | 沖縄県         | 東京都        |
| -------------------------------------------------- | -------------- | ------------- |
| 殺人（嬰児殺、殺人予備、自殺関与を含む）           | 2.86（27件）   | 1.82（208件） |
| 強盗（強盗殺人、強盗傷人、強盗強姦、準強盗を含む） | 23.28（220件） | 6.04（689件） |
| 放火（消火妨害を含む）                             | 3.17（30件）   | 1.79（204件） |
| 強姦（強姦致死傷を含む）                           | 13.01（104件） | 4.38（500件） |

- 1970年度のデータは、琉球警察の「1970年版 琉球警察統計書」、警察庁の「昭和45年の犯罪 犯罪統計書」より参照。なお、米軍関係者の犯罪は除く。
- 2005年度のデータは、沖縄県警察の「平成17年版 犯罪統計書」、警視庁の「平成17年（2005年）版 警視庁の統計」より参照。

### 主な事件
詳細についてはCategory:アメリカ施政権下の沖縄の事件を参照。